# Richard Herrmann (Sportfunktionär)
Richard Herrmann (* 20. Dezember 1895 in Grünberg; † 27. Dezember 1941 in Liwny) war ein deutscher nationalsozialistischer Sportfunktionär sowie SA- und SS-Führer, zuletzt im Rang eines SS-Brigadeführers und Generalmajors der Waffen-SS.

## Leben

### Kindheit und Jugend
Richard Herrmann wurde im Landkreis Gießen als sechstes Kind des hessischen Amtsgerichtbeamten Richard Herrmann und dessen Gattin Luise Herrmann (geb. Pauli) geboren. Nach einem zweijährigen Besuch an der Volksschule trat Herrmann in die Höhere Bürgerschule in Langen (Hessen) ein, in der er bis zur Beendigung der Obersekunda verblieb.

### Erster Weltkrieg und Laufbahn im Polizeidienst
Unmittelbar nach Beginn des Ersten Weltkrieges meldete sich Herrmann freiwillig zum Militärdienst und rückte bereits im September 1914 zum 4. Unter-Elsässischen Infanterie-Regiment Nr. 143 an die Westfront, wo er im Oktober durch einen Granatsplitter im Rücken verwundet wurde. Trotz der Verletzung kämpfte Herrmann noch bis zum Juni 1916 an der Front. Nach der Genesung des Wundmals war er für einige Monate als Lehroffizier mit der MG-Inspektion in Dallgow-Döberitz bei Berlin betraut. Schon Anfang 1917 wurde er wieder an die Westfront versetzt, wo er bis Dezember 1918 in seinem Regiment verweilte. Ausgezeichnet mit dem Eisernen Kreuz II. und I. Klasse, kam Herrmann 1918 in die Heimat zurück und war für kurze Zeit arbeitslos, da der Friedensvertrag von Versailles das deutsche Heer auf 100.000 Mann beschränkte. Nach einer Anstellung als Führer einer gemischten Abteilung beim IR 61 im Grenzschutz Ost der aktiven 35. Division und als Regimentsadjutant schied Herrmann im Mai 1920 aus der Reichswehr aus.
Zum 1. Oktober 1920 trat Herrmann als Lehroffizier in die Hessische Landespolizei-Schule in Darmstadt ein, wo er als Lehrgangsleiter für den Polizeioffiziersnachwuchs zuständig war. Diese Stellung behielt er knapp achteinhalb Jahre, bis zu seinem Ausscheiden aus dem Landespolizeidienst am 1. Februar 1929. Während seiner Tätigkeit an der Landespolizei-Schule spielte Herrmann aktiv Handball. Außerdem beteiligte er sich an der Gründung des Hessischen Polizei-Sport-Vereins, als dessen Leiter er auch bis 1929 fungierte. Hintergrund von Herrmanns Ausscheiden aus der Polizei waren politische Auseinandersetzungen mit den Sozialdemokraten. Genauere Gründe sind den bislang vorliegenden Quellen nicht zu entnehmen. Sein darauf folgender Eintritt in die NSDAP zum 1. September 1930 (Mitgliedsnummer 292.788) legt jedoch nahe, dass Herrmann aufgrund undemokratischer und staatsfeindlicher Betätigung entlassen wurde.

### Laufbahn in NS-Bewegung und NS-Staat
1930 siedelte Herrmann nach Bayern über, wo er sich in der oberbayrischen Gemeinde Gröbenzell niederließ. Nach dem Eintritt in die NSDAP betätigte er sich für diese als Redner und Ortsgruppenleiter. Ebenfalls 1930 wurde er Mitglied der SA. In dieser wurde er direkt zum SA-Sturmführer befördert und mit der Führung des SA-Sturmes 80 in Fürstenfeldbruck betraut.
Nach Aufhebung des SA-Verbots im Juli 1932 wurde Herrmann Stabsführer der SA-Gruppe Hochland, dessen Führer zunächst der spätere SS-Obergruppenführer Friedrich Karl von Eberstein (damals noch SA-Führer) und später Wilhelm Schmid war. Diese Position hatte Herrmann bis zum Oktober 1934 inne, anschließend wurde er Leiter der SA-Brigade 86 in Augsburg.
Kurz nach dem Machtantritt der Nationalsozialisten wurde Herrmann von der hessischen Regierung aufgrund seines „Engagements um die nationale Erhebung“ zum Polizeihauptmann befördert.
Zum 27. Januar 1937 wechselte Herrmann von der SA in die SS (SS-Nummer 278.321), wurde am selben Tag zum SS-Brigadeführer befördert und übernahm in der Folge die Funktion eines Inspekteurs für Leibesübungen des Reichsführers-SS. Gleichzeitig war er Leiter des Deutschen Handball- und Basketballverbandes. In Personalunion war Herrmann zudem Führer des Handballsportes im Fachamt Handball des Reichsbundes für Leibesübungen (siehe unten).
Bei der Reichstagswahl vom April 1938 kandidierte Herrmann erfolglos für den nationalsozialistischen Reichstag. 1939 wurde er Kommandeur der 7. SS-Totenkopfstandarte.
Bei Ausbruch des Zweiten Weltkriegs übernahm Herrmann die Führung eines Regiments der Waffen-SS. Vom 12. Juni 1940 bis zum 25. Mai 1941 fungierte er dann als Kommandeur der Waffen-SS Nord und Kommandeur der gleichnamigen Kampfgruppe.
Im Mai 1941 übernahm Herrmann, unter gleichzeitiger Beförderung zum Generalmajor der Waffen-SS, das Kommando über die 1. SS-Infanteriebrigade, die zu dieser Zeit im Generalgouvernement stationiert war. Sein Nachfolger als Kommandeur der 6. SS-Gebirgs-Division Nord wurde indessen Karl-Maria Demelhuber. Als Führer der 1. SS-Infanteriebrigade nahm Herrmann ab Juni 1941 am deutschen Angriff auf die Sowjetunion teil. In den ersten Wochen nach dem deutschen Einmarsch in der Sowjetunion tötete die Herrmann unterstellte SS-Brigade in der Ukraine mindestens 7000 Juden.
Herrmann starb im Dezember 1941, nachdem er sich bei Kampfhandlungen in Liwny Granatsplitter im Kopf zugezogen hatte.

### Sportliche Laufbahn
Das Leben von Richard Herrmann stand schon immer im engen Kontakt zum Sport. So war er hauptsächlich im Bereich des Fußballs und der Leichtathletik, hier mit besonderem Augenmerk auf Kurzstreckendistanzen, sportlich aktiv, bis er 1914 eingezogen wurde. Außerdem nahm Herrmann an Meisterschaften des Frankfurter Turn- und Sportverbandes teil.
1924 kam Richard Herrmann zum ersten Mal in Kontakt mit dem Handballsport, der zu diesem Zeitpunkt zumindest in Deutschland eine sehr junge Sportart war und als typischer Polizeisport galt. Bis 1930 spielte Herrmann beim Polizei-Sportverein Darmstadt 1911 e.V. Zeitgleich agierte Herrmann als Schiedsrichter und begann als „Vereinsführer“ seine Funktionärslaufbahn. Im Jahre 1930 verschlug es ihn nach München, wo er sich indes im kaufmännischen Bereich versuchte. Dort amtierte er als stellvertretender Leiter der Deutschen Sportbehörde für Athletik, dem DSB. Mit dem Ziel der Gleichschaltung des deutschen Sports nach 1933 war Herrmann als SA-Sportreferent aus parteilicher Sicht die Idealbesetzung für den Tätigkeitsbereich des Fachamtsleiters für Handball/Basketball, welcher 1934 eingerichtet wurde. Richard Herrmann schaffte es, die ideologischen Konflikte zwischen den Leichtathleten und den Turnern zu beseitigen, die vor und während der Weimarer Zeit um den Zuständigkeitsbereich des Handballs stritten. Er bewerkstelligte sogar, was vielen seiner Sportführerkollegen zur Zeit des Nationalsozialismus verwehrt blieb, dass er den internationalen Verband IAHF unter seine Kontrolle brachte, indem er während der Feldhandball-Weltmeisterschaft 1938 in Deutschland die Verbandsspitze gleichschaltete und sich zum Präsidenten wählen ließ. Zur gleichen Zeit trieb Herrmann seine Parteikarriere voran, da er im April 1937 von Heinrich Himmler zum Inspekteur für Leibesübungen im Persönlichen Stab des Reichsführers SS und zum Chef des Amtes für Leibesübungen im SS-Hauptamt ernannt wurde. Ab diesem Moment hatte Herrmann den Rang eines SS-Brigadeführers inne, welches einen enormen politischen und gesellschaftlichen Aufstieg mit sich zog. Er war zudem auch Inspekteur für den deutschen Polizeisport und als dieser verantwortlich für die Sportangelegenheiten bei der Sicherheitspolizei und beim SD. Somit gehörte Richard Herrmann zu den einflussreichsten Sportfunktionären des Reiches und vertrat des Öfteren bei öffentlichen Veranstaltungen den Reichssportführer Hans von Tschammer und Osten.
Dieser Sachverhalt führte zu einem weitreichenden Rückzug Herrmanns aus dem Tagesgeschäft des Fachamtes Handball/Basketball. Nur noch gelegentlich verfassten Sportpropagandisten des Handball Durchhalteartikel in seinem Namen.
Nach Herrmanns Tod folgte Karl Otto Herrmann als Fachamtsleiter für Handball/Basketball nach.

## Familie
Herrmanns 1922 geschlossene Ehe blieb infolge eines Unfalls seiner Gattin 1923 kinderlos.

## Beförderungen
Beförderungen im Militär:
- 191?: Leutnant
- 191? Oberleutnant
- 1. Oktober 1920: Polizeileutnant
- ? Polizeioberleutnant
- 24. März 1933: Polizeihauptmann
- 1939: Hauptmann der Reserve

Beförderungen in SA und SS:
- 1. Juli 1931: SA-Sturmführer
- 1. Juli 1932: SA-Sturmbannführer
- 29. November 1932: SA-Standartenführer (mit Wirkung zum 1. Juli 1932)
- 1. März 1933: SA-Oberführer
- 15. Januar 1934: SA-Brigadeführer
- 27. Januar 1937: SS-Brigadeführer (mit Patent vom 15. Januar 1934)
- 21. Juni 1940: Generalmajor der Waffen-SS

## Auszeichnungen
Herrmann erhielt im Ersten Weltkrieg das Krieger-Ehrenzeichen in Eisen, das Eiserne Kreuz beider Klassen und 1939 die Spangen zu den Eisernen Kreuzen. Ferner war er Inhaber des Verwundetenabzeichens in Silber, des Kriegsverdienstkreuzes II. Klasse mit Schwertern sowie des Ehrenkreuzes für Frontkämpfer und des Julleuchters sowie des Totenkopfringes.